# Fußball-Club Gelsenkirchen-Schalke 04 1974-1975
Questa voce raccoglie le informazioni riguardanti il Fußball-Club Gelsenkirchen-Schalke 04 nelle competizioni ufficiali della stagione 1974-1975.

## Stagione
Nella stagione 1974-1975 il Schalke, allenato da Ivan Horvat, concluse il campionato di Bundesliga al 7º posto. In Coppa di Germania il Schalke fu eliminato al terzo turno dal Fortuna Colonia.

## Rosa
| N. |                     | Ruolo | Calciatore        |
| -- | ------------------- | ----- | ----------------- |
|    | Germania (bandiera) | P     | Peter Endrulat    |
|    | Germania (bandiera) | P     | Norbert Nigbur    |
|    | Germania (bandiera) | D     | Hans-Günter Bruns |
|    | Germania (bandiera) | D     | Klaus Fichtel     |
|    | Germania (bandiera) | D     | Hartmut Huhse     |
|    | Germania (bandiera) | D     | Helmut Kremers    |
|    | Germania (bandiera) | D     | Friedel Rausch    |
|    | Germania (bandiera) | D     | Rolf Rüssmann     |
|    | Germania (bandiera) | D     | Peter Schellhase  |
|    | Germania (bandiera) | D     | Jürgen Sobieray   |
|    | Germania (bandiera) | D     | Bernd Thiele      |

| N. |                     | Ruolo | Calciatore           |
| -- | ------------------- | ----- | -------------------- |
|    | Germania (bandiera) | D     | Ulrich van den Berg  |
|    | Germania (bandiera) | C     | Hans Bongartz        |
|    | Germania (bandiera) | C     | Rainer Budde         |
|    | Germania (bandiera) | C     | Manfred Dubski       |
|    | Germania (bandiera) | C     | Franz Krauthausen    |
|    | Germania (bandiera) | C     | Herbert Lütkebohmert |
|    | Germania (bandiera) | C     | Klaus Scheer         |
|    | Germania (bandiera) | A     | Rüdiger Abramczik    |
|    | Germania (bandiera) | A     | Klaus Fischer        |
|    | Germania (bandiera) | A     | Erwin Kremers        |
|    | Germania (bandiera) | A     | Stan Libuda          |

## Organigramma societario
Area tecnica
- Allenatore: Ivan Horvat
- Allenatore in seconda: Uli Maslo
- Preparatore dei portieri:
- Preparatori atletici:

## Calciomercato

### Sessione estiva
| Acquisti | Acquisti         | Acquisti              | Acquisti |
| R.       | Nome             | da                    | Modalità |
| -------- | ---------------- | --------------------- | -------- |
| C        | Hans Bongartz    | Wattenscheid 09       |          |
| D        | Peter Schellhase | Schalke 04 (juniores) |          |

| Cessioni | Cessioni         | Cessioni              | Cessioni |
| R.       | Nome             | a                     | Modalità |
| -------- | ---------------- | --------------------- | -------- |
| C        | Klaus Beverungen | Eintracht Francoforte |          |
| A        | Peter Ehmke      | Colonia               |          |
| C        | Paul Holz        | Bochum                |          |
| D        | Jürgen Klein     | Gütersloh             |          |
| P        | Helmut Pabst     | Wacker 04 Berlino     |          |

### Sessione invernale
| Acquisti | Acquisti | Acquisti | Acquisti |
| R.       | Nome     | da       | Modalità |
| -------- | -------- | -------- | -------- |

| Cessioni | Cessioni | Cessioni | Cessioni |
| R.       | Nome     | a        | Modalità |
| -------- | -------- | -------- | -------- |

## Risultati

### Bundesliga

#### Girone di andata
| Arbitro: | Basedow |

|                                |           |              |
| Kremers 35’ Fischer 51’ (rig.) | Marcatori | 40’ Sandberg |

| Arbitro: | Lutz |

|                      |           |  |
| Büssers 53’ Worm 67’ | Marcatori |  |

| Arbitro: | Engel |

|                              |           |  |
| Kremers 59’, 75’ Fischer 64’ | Marcatori |  |

| Arbitro: | Roth |

|                      |           |              |
| Balte 28’ Kaczor 58’ | Marcatori | 8’ Abramczik |

| Arbitro: | Frickel |

|                                          |           |  |
| Budde 35’ Kremers 36’ Fischer 59’ (rig.) | Marcatori |  |

| Arbitro: | Horstmann |

|  |           |                                |
|  | Marcatori | 68’ Abramczik 89’ Lütkebohmert |

| Arbitro: | Meuser |

|                       |           |  |
| Budde 28’ Fischer 31’ | Marcatori |  |

| Arbitro: | Quindeau |

|                |           |  |
| Hermandung 54’ | Marcatori |  |

| Arbitro: | Zuchantke |

|                         |           |  |
| Fischer 33’ Kremers 84’ | Marcatori |  |

| Arbitro: | Aldinger |

|                                   |           |                         |
| Cullmann 34’, 67’, 76’ Müller 78’ | Marcatori | 20’ (rig.), 44’ Fischer |

| Arbitro: | Berner |

|            |           |  |
| Scheer 90’ | Marcatori |  |

| Arbitro: | Dreher |

|           |           |             |
| Bertl 60’ | Marcatori | 65’ Kremers |

| Arbitro: | Messmer |

|                      |           |  |
| Handschuh 44’ (rig.) | Marcatori |  |

| Arbitro: | Schmoock |

|                              |           |  |
| Fischer 19’ Lütkebohmert 43’ | Marcatori |  |

| Arbitro: | Riegg |

|              |           |  |
| Heynckes 66’ | Marcatori |  |

| Arbitro: | Schröder |

|           |           |                |
| Budde 16’ | Marcatori | 74’ Hölzenbein |

| Arbitro: | Picker |

|  |           |                         |
|  | Marcatori | 2’ Bongartz 85’ Fischer |

#### Girone di ritorno
| Arbitro: | Frickel |

|              |           |           |
| Sandberg 15’ | Marcatori | 26’ Budde |

| Arbitro: | Gabor |

|                                                     |           |  |
| Fischer 32’ Bongartz 43’ Budde 76’ Kremers 80’, 82’ | Marcatori |  |

| Arbitro: | Betz |

|                                                |           |                                        |
| Burgsmüller 8’ Bast 18’ Fürhoff 52’ Lorant 66’ | Marcatori | 5’, 26’ Bongartz 30’ Budde 84’ Fischer |

| Arbitro: | Messmer |

|             |           |  |
| Fischer 12’ | Marcatori |  |

| Arbitro: | Dreher |

|                     |           |           |
| Herzog 18’ Geye 35’ | Marcatori | 83’ Budde |

| Arbitro: | Gabor |

|                                |           |                 |
| Fischer 15’ (rig.) Kremers 35’ | Marcatori | 75’, 83’ Müller |

| Arbitro: | Engel |

|                                               |           |  |
| Hickersberger 32’ Schmidradner 37’ Janzon 41’ | Marcatori |  |

| Arbitro: | Lutz |

|              |           |  |
| Bongartz 77’ | Marcatori |  |

| Arbitro: | Quindeau |

|                                        |           |             |
| Stickel 36’ Entenmann 75’ Ettmayer 84’ | Marcatori | 55’ Kremers |

| Arbitro: | Aldinger |

|            |           |          |
| Scheer 68’ | Marcatori | 75’ Löhr |

| Arbitro: | Ohmsen |

|  |           |            |
|  | Marcatori | 8’ Fischer |

| Arbitro: | Haselberger |

|                                         |           |              |
| van den Berg 2’ Bongartz 3’ Fischer 77’ | Marcatori | 36’ Krobbach |

| Arbitro: | Betz |

|           |           |           |
| Budde 20’ | Marcatori | 24’ Grzyb |

| Arbitro: | Frickel |

|  |           |                  |
|  | Marcatori | 28’ Lütkebohmert |

| Arbitro: | Riegg |

|             |           |                                             |
| Kremers 50’ | Marcatori | 34’ (rig.) Simonsen 40’ Bonhof 85’ Heynckes |

| Arbitro: | Gabor |

|                              |           |             |
| Beverungen 54’ Grabowski 69’ | Marcatori | 20’ Fischer |

| Arbitro: | Schröder |

|                                          |           |  |
| Fichtel 36’ (rig.) Bruns 60’ Fischer 82’ | Marcatori |  |

### Coppa di Germania
| Arbitro: | Huster |

|              |           |                         |
| Sichmann 62’ | Marcatori | 77’ Kremers 88’ Fischer |

| Arbitro: | Hoppe |

|                                                               |           |  |
| Budde 10’, 88’ Rüssmann 34’ Fischer 37’, 63’ Lütkebohmert 70’ | Marcatori |  |

| Arbitro: | Berner |

|                        |           |  |
| Backes 64’ Mödrath 69’ | Marcatori |  |

## Statistiche

### Statistiche di squadra
| Competizione      | Punti | In casa | In casa | In casa | In casa | In casa | In casa | In trasferta | In trasferta | In trasferta | In trasferta | In trasferta | In trasferta | Totale | Totale | Totale | Totale | Totale | Totale | DR  |
| Competizione      | Punti | G       | V       | N       | P       | Gf      | Gs      | G            | V            | N            | P            | Gf           | Gs           | G      | V      | N      | P      | Gf     | Gs     | DR  |
| ----------------- | ----- | ------- | ------- | ------- | ------- | ------- | ------- | ------------ | ------------ | ------------ | ------------ | ------------ | ------------ | ------ | ------ | ------ | ------ | ------ | ------ | --- |
| Bundesliga        | 39    | 17      | 12      | 4       | 1       | 34      | 10      | 17           | 4            | 3            | 10           | 18           | 27           | 34     | 16     | 7      | 11     | 52     | 37     | +15 |
| Coppa di Germania | -     | 1       | 1       | 0       | 0       | 6       | 0       | 2            | 1            | 0            | 1            | 2            | 3            | 3      | 2      | 0      | 1      | 8      | 3      | +5  |
| Totale            | 39    | 18      | 13      | 4       | 1       | 40      | 10      | 19           | 5            | 3            | 11           | 20           | 30           | 37     | 18     | 7      | 12     | 60     | 40     | +20 |

### Andamento in campionato
| Giornata  | 1 | 2  | 3 | 4  | 5 | 6 | 7 | 8 | 9 | 10 | 11 | 12 | 13 | 14 | 15 | 16 | 17 | 18 | 19 | 20 | 21 | 22 | 23 | 24 | 25 | 26 | 27 | 28 | 29 | 30 | 31 | 32 | 33 | 34 |
| --------- | - | -- | - | -- | - | - | - | - | - | -- | -- | -- | -- | -- | -- | -- | -- | -- | -- | -- | -- | -- | -- | -- | -- | -- | -- | -- | -- | -- | -- | -- | -- | -- |
| Luogo     | C | T  | C | T  | C | T | C | T | C | T  | C  | T  | T  | C  | T  | C  | T  | T  | C  | T  | C  | T  | C  | T  | C  | T  | C  | T  | C  | C  | T  | C  | T  | C  |
| Risultato | V | P  | V | P  | V | V | V | P | V | P  | V  | N  | P  | V  | P  | N  | V  | N  | V  | N  | V  | P  | N  | P  | V  | P  | N  | V  | V  | N  | V  | P  | P  | V  |
| Posizione | 6 | 11 | 5 | 11 | 6 | 6 | 5 | 5 | 5 | 5  | 5  | 4  | 8  | 7  | 9  | 7  | 6  | 7  | 5  | 5  | 4  | 7  | 7  | 7  | 7  | 7  | 8  | 7  | 6  | 8  | 6  | 7  | 8  | 7  |

Legenda:

Luogo: C = Casa; T = Trasferta. Risultato: V = Vittoria; N = Pareggio; P = Sconfitta.

### Statistiche dei giocatori
| Giocatore       | Bundesliga | Bundesliga | Bundesliga  | Bundesliga | Coppa di Germania | Coppa di Germania | Coppa di Germania | Coppa di Germania | Totale   | Totale | Totale      | Totale     |
| Giocatore       | Presenze   | Reti       | Ammonizioni | Espulsioni | Presenze          | Reti              | Ammonizioni       | Espulsioni        | Presenze | Reti   | Ammonizioni | Espulsioni |
| --------------- | ---------- | ---------- | ----------- | ---------- | ----------------- | ----------------- | ----------------- | ----------------- | -------- | ------ | ----------- | ---------- |
| R. Abramczik    | 31         | 2          | 1           | 0          | 3                 | 0                 | 0                 | 0                 | 34       | 2      | 1           | 0          |
| H. Bongartz     | 34         | 6          | 2           | 0          | 3                 | 0                 | 0                 | 0                 | 37       | 6      | 2           | 0          |
| H. Bruns        | 1          | 1          | 0           | 0          | 0                 | 0                 | 0                 | 0                 | 1        | 1      | 0           | 0          |
| R. Budde        | 28         | 8          | 1           | 0          | 3                 | 2                 | 0                 | 0                 | 31       | 10     | 1           | 0          |
| M. Dubski       | 2          | 0          | 0           | 0          | 0                 | 0                 | 0                 | 0                 | 2        | 0      | 0           | 0          |
| P. Endrulat     | 1          | 0          | 0           | 0          | 0                 | 0                 | 0                 | 0                 | 1        | 0      | 0           | 0          |
| K. Fichtel      | 29         | 1          | 0           | 1          | 2                 | 0                 | 0                 | 0                 | 31       | 1      | 0           | 1          |
| K. Fischer      | 33         | 17         | 0           | 0          | 3                 | 3                 | 0                 | 0                 | 36       | 20     | 0           | 0          |
| H. Huhse        | 23         | 0          | 1           | 0          | 3                 | 0                 | 0                 | 0                 | 26       | 0      | 1           | 0          |
| F. Krauthausen  | 1          | 0          | 0           | 0          | 0                 | 0                 | 0                 | 0                 | 1        | 0      | 0           | 0          |
| E. Kremers      | 31         | 4          | 4           | 0          | 3                 | 0                 | 1                 | 0                 | 34       | 4      | 5           | 0          |
| H. Kremers      | 27         | 7          | 2           | 0          | 3                 | 1                 | 0                 | 0                 | 30       | 8      | 2           | 0          |
| S. Libuda       | 5          | 0          | 1           | 0          | 1                 | 0                 | 0                 | 0                 | 6        | 0      | 1           | 0          |
| H. Lütkebohmert | 32         | 3          | 2           | 0          | 3                 | 1                 | 0                 | 0                 | 35       | 4      | 2           | 0          |
| N. Nigbur       | 33         | 0          | 0           | 0          | 3                 | 0                 | 0                 | 0                 | 36       | 0      | 0           | 0          |
| F. Rausch       | 0          | 0          | 0           | 0          | 0                 | 0                 | 0                 | 0                 | 0        | 0      | 0           | 0          |
| R. Rüssmann     | 19         | 0          | 1           | 0          | 3                 | 1                 | 0                 | 0                 | 22       | 1      | 1           | 0          |
| K. Scheer       | 20         | 2          | 1           | 0          | 2                 | 0                 | 0                 | 0                 | 22       | 2      | 1           | 0          |
| P. Schellhase   | 0          | 0          | 0           | 0          | 0                 | 0                 | 0                 | 0                 | 0        | 0      | 0           | 0          |
| J. Sobieray     | 15         | 0          | 0           | 0          | 0                 | 0                 | 0                 | 0                 | 15       | 0      | 0           | 0          |
| B. Thiele       | 28         | 0          | 5           | 0          | 1                 | 0                 | 0                 | 0                 | 29       | 0      | 5           | 0          |
| U. van den Berg | 10         | 1          | 0           | 0          | 1                 | 0                 | 0                 | 0                 | 11       | 1      | 0           | 0          |